# Texas Legends 2014-2015
La stagione 2014-15 dei Texas Legends fu l'8ª nella NBA D-League per la franchigia.
I Texas Legends arrivarono quarti nella Southwest Division con un record di 22-28, non qualificandosi per i play-off.

## Roster
| N°  | Naz.                   | Ruolo | Sportivo        | Anno | Alt. | Peso |
| --- | ---------------------- | ----- | --------------- | ---- | ---- | ---- |
| 0   | Stati Uniti (bandiera) | G     | Justin Dentmon  | 1985 | 183  | 84   |
| 0   | Giappone (bandiera)    | G     | Yūki Togashi    | 1993 | 170  | 68   |
| 5   | Stati Uniti (bandiera) | A     | Damion James    | 1987 | 201  | 102  |
| 5   | Stati Uniti (bandiera) | A     | Vernon Lewis    | 1983 | 198  | 102  |
| 6   | Stati Uniti (bandiera) | G     | George Beamon   | 1991 | 193  | 79   |
| 7   | Stati Uniti (bandiera) | G     | Ricky Ledo      | 1992 | 201  | 88   |
| 8-9 | Stati Uniti (bandiera) | G     | Doron Lamb      | 1991 | 193  | 91   |
| 9   | Stati Uniti (bandiera) | G     | Brandon Young   | 1991 | 193  | 87   |
| 10  | Stati Uniti (bandiera) | G     | Ricky Ledo      | 1992 | 201  | 88   |
| 11  | Stati Uniti (bandiera) | G     | Booker Woodfox  | 1986 | 185  | 84   |
| 12  | Canada (bandiera)      | G     | Myck Kabongo    | 1992 | 191  | 82   |
| 12  | Stati Uniti (bandiera) | G     | Bubu Palo       | 1991 | 185  | 79   |
| 12  | Stati Uniti (bandiera) | G     | Brandon Young   | 1991 | 193  | 87   |
| 13  | Stati Uniti (bandiera) | G     | Mike James      | 1975 | 188  | 85   |
| 14  | Canada (bandiera)      | A     | Dwight Powell   | 1991 | 211  | 109  |
| 15  | Stati Uniti (bandiera) | AC    | Jarrid Famous   | 1988 | 211  | 109  |
| 15  | Stati Uniti (bandiera) | A     | Damion James    | 1987 | 201  | 102  |
| 17  | Porto Rico (bandiera)  | A     | Renaldo Balkman | 1984 | 203  | 94   |
| 17  | Stati Uniti (bandiera) | A     | Justin Jackson  | 1990 | 203  | 104  |
| 20  | Stati Uniti (bandiera) | A     | Eric Griffin    | 1990 | 203  | 86   |
| 20  | Stati Uniti (bandiera) | A     | Justin Jackson  | 1990 | 203  | 104  |
| 21  | Stati Uniti (bandiera) | A     | Eric Griffin    | 1990 | 203  | 86   |
| 21  | Stati Uniti (bandiera) | AC    | Bernard James   | 1985 | 208  | 109  |
| 23  | Stati Uniti (bandiera) | A     | Ivan Johnson    | 1984 | 203  | 116  |
| 24  | Stati Uniti (bandiera) | A     | Jeremy Atkinson | 1990 | 193  | 95   |
| 24  | Stati Uniti (bandiera) | G     | William Buford  | 1990 | 196  | 98   |
| 24  | Stati Uniti (bandiera) | A     | Justin Jackson  | 1990 | 203  | 104  |
| 31  | Stati Uniti (bandiera) | G     | Delonte West    | 1983 | 191  | 88   |
| 32  | Porto Rico (bandiera)  | A     | Renaldo Balkman | 1984 | 203  | 94   |
| 33  | Canada (bandiera)      | A     | Dwight Powell   | 1991 | 211  | 109  |
| 34  | Stati Uniti (bandiera) | AC    | Ron Anderson    | 1989 | 203  | 118  |
| 44  | Stati Uniti (bandiera) | G     | William Buford  | 1990 | 196  | 98   |
| 44  | Stati Uniti (bandiera) | A     | Ivan Johnson    | 1984 | 203  | 116  |
| 50  | Stati Uniti (bandiera) | C     | Omar Samhan     | 1988 | 211  | 120  |

## Staff tecnico
- Allenatore: Eduardo Nájera
- Vice-allenatori: Nick Van Exel, Tyler Gatlin, DeSagana Diop
- Preparatore atletico: Jackie Fisher